# Alejandra Valencia
Alejandra Valencia Trujillo (Hermosillo, Sonora, México, 17 de octubre de 1994) es una atleta mexicana especializada en tiro con arco. Es medallista de bronce en los Juegos Olímpicos de Tokio 2020 y en los Juegos Olímpicos de París 2024, tres veces medalla de oro en los Juegos Panamericanos y medallista de Plata en el Campeonato Mundial de Berlín 2023. Recibió el Premio Nacional del Deporte 2023 

## Biografía
Alejandra Valencia tuvo interés en el deporte desde niña. Al notar su habilidad en el atletismo, un profesor de educación física le recomendó a su madre, Elizabeth Trujillo, que la llevara al Centro de Usos Múltiples (CUM) de Hermosillo, en donde comenzó a practicar atletismo, natación y ciclismo. En ese sitio la invitaron a practicar tiro con arco, disciplina en la que mostró talento.
Valencia es licenciada en diseño gráfico por la Universidad de Sonora. Es fan del anime y del grupo surcoreano EXO.

### Trayectoria deportiva
Su primera competencia internacional fue a los 9 años de edad en Phoenix, Estados Unidos. Hizo su debut en los Juegos Panamericanos de 2011, en los que rompió doble récord, uno en los 50 metros, por lo que obtuvo 338 puntos para batir la marca que permanecía desde Winnipeg 1999 a Erika Reyes con 327 puntos y, el segundo en 144 flechas al superar los con 1335 puntos a la estadounidense Jennifer Nichols, en Río de Janeiro 2007. En 2012 y 2013 calificó a la Final de Copas del Mundo de la FITA. En los Juegos Olímpicos de Río de Janeiro 2016 se ubicó en lugar 4 y en los Juegos Olímpicos de Londres 2012 se ubicó en la posición 17 de la ronda de ranking de 64 clasificadas a las eliminatorias, siendo eliminada en la segunda eliminatoria por Cheng Ming de China. 
El 11 de agosto de 2016, Alejandra logró un triunfo histórico para México al vencer y eliminar en cuartos de final a la número 1 del Mundo y favorita para la medalla de oro, la coreana Choi Misun. Finalmente consiguió cuarto lugar al ser vencida por la coreana Ki Bo Bae. Para Tokio 2020, el 24 de julio de 2021 ganó la medalla de bronce en la competencia de tiro con arco mixto junto a Luis Álvarez Murillo, dando así la primera medalla para México en esa justa deportiva y la número 70 en la historia de las participaciones olímpicas de México.
En 2024, la World Archery Americas, nombró a Alejandra como una de las mejores arqueras del 2023.
Alejandra Valencia rompe récord de Campeonato Panamericano de Tiro con Arco con 668 puntos para superar la marca anterior. 
Ganó medallas de oro y bronce para México en copa mundial de tiro con arco Yecheon, Corea del Sur. Bronce en la categoría individual con arco curvo y oro con Matías Grande en categoría mixta. 
Valencia disputará sus cuartos Juegos Olímpicos ya que tiene el pase asegurado a Paris 2024 luego de participar en Londres 2012, Río de Janeiro 2016 y Tokio 2020. 

## Reconocimientos y distinciones
Alejandra Valencia ganó el premio nacional del deporte en la categoría de Deporte no profesional el año 2023, esto la hizo merecedora a una medalla, reconocimiento y un premio en efectivo. 
Alejandra Valencia fue nominada como mejor arquera en la categoría de arco recurvo por los Worlds Arquery Awards en 2023 .
Es la primera deportista en la historia en ganar el oro individual en tres Juegos Panamericanos (2011, 2019 y 2023) superando a Darrell Pace , Denise Parker y Jennifer Nichols, quienes han ganado dos veces.
Además de su victoria en los Panamericanos de Santiago 2023, se llevó el oro en la prueba individual, la plata por equipos y el bronce en equipos mixtos.

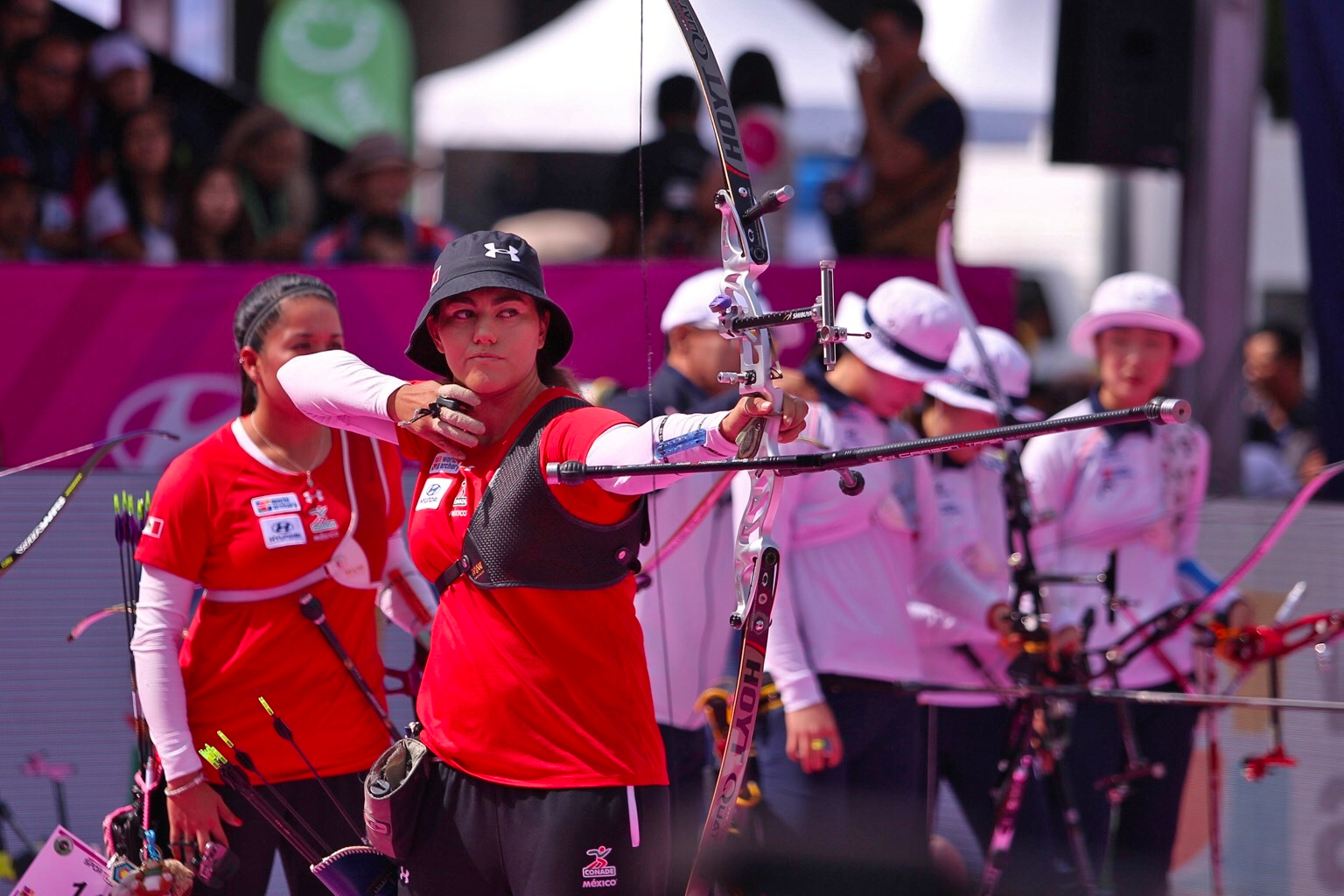
Alejandra Valencia durante el Campeonato de Tiro con Arco en el Zócalo de la CDMX en 2017.

## Premios y palmarés
| Juegos Olímpicos     | Juegos Olímpicos      | Juegos Olímpicos  | Juegos Olímpicos                                                            | Juegos Olímpicos    |
| Año                  | Lugar                 | Medalla           | Competición                                                                 | Oponente            |
| -------------------- | --------------------- | ----------------- | --------------------------------------------------------------------------- | ------------------- |
| 2021                 | Tokio ( Japón)        | Medalla de bronce | Tiro con arco mixto junto a Luis Álvarez Murillo.                           | Turquía 6-2         |
| Juegos Panamericanos |                       |                   |                                                                             |                     |
| Año                  | Lugar                 | Medalla           | Competición                                                                 | Oponente            |
| 2019                 | Lima ( Perú)          | Medalla de oro    | Tiro con arco individual                                                    | Kathuna Lorig (7-3) |
| 2019                 | Lima ( Perú)          | Medalla de plata  | Tiro con arco en equipo recurvo femenil Junto a Mariana Avitia y Aída Román | (215-204)           |
| 2019                 | Lima ( Perú)          | Medalla de bronce | Tiro con arco mixto Junto a Ángel Alvarado.                                 | (5-3)               |
| 2011                 | Guadalajara ( México) | Medalla de oro    | 1.ª en tiro con arco individual.                                            | Miranda Leek (6-2)  |
| 2011                 | Guadalajara ( México) | Medalla de oro    | 1.ª en tiro con arco equipos Junto a Aída Roman y Mariana Avitia.           |                     |